# 總督府 (珀斯)

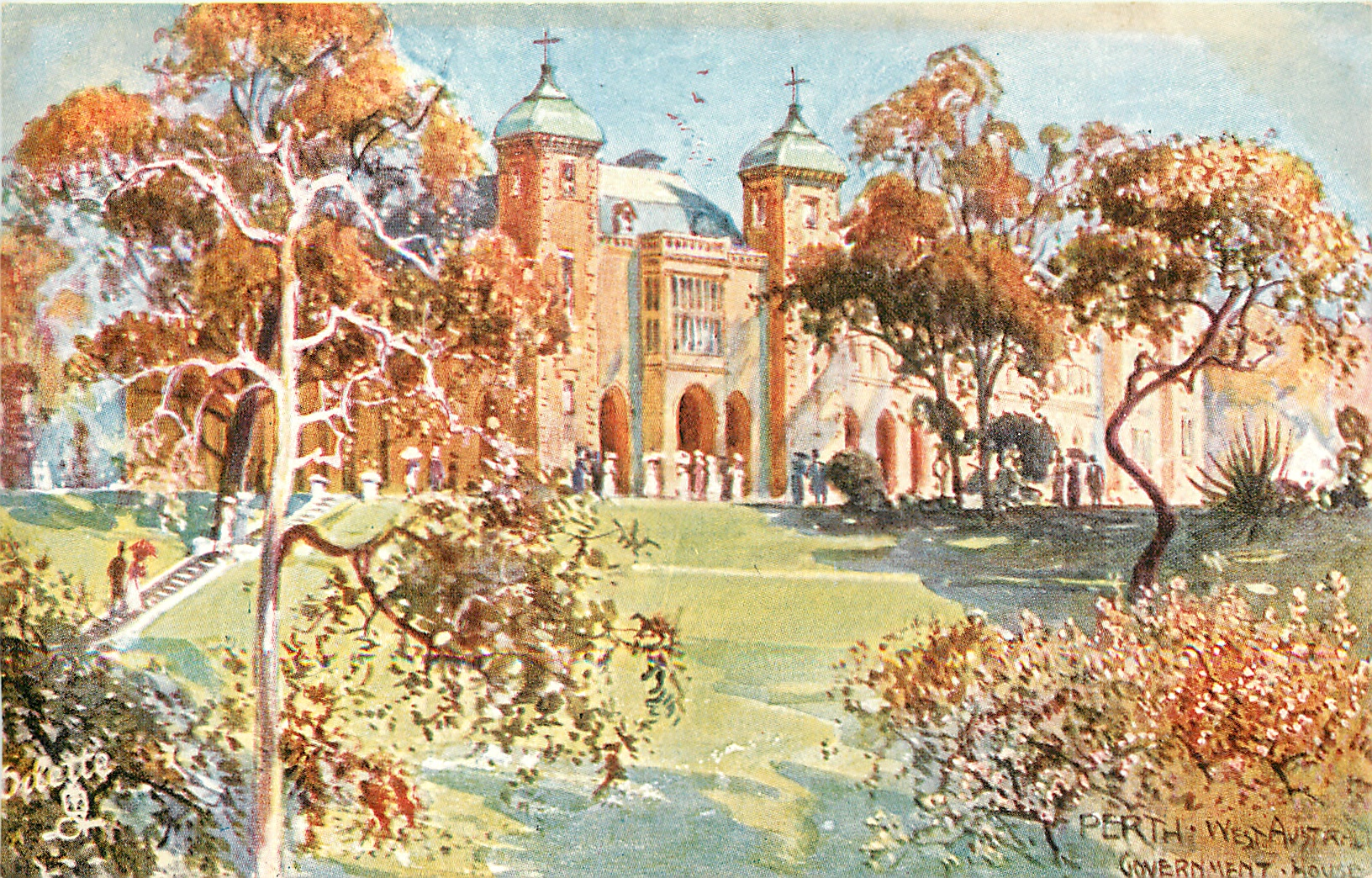
總督府

總督府（英語：Government House, Perth）是西澳州總督的官邸，位於澳大利亞西澳大利亞州首府珀斯市中心地區。總督府興建於1859年至1864年期間，是一座雅各賓復興式建築。總督府所在地自1829年以來就是當地首長的官邸，被列入西澳大利亞州遺產，並開放公眾參觀。

## 外部連結
- 官方网站